# Морская пехота СССР
Морская пехота ВМФ СССР — род сил (род войск) ВМФ ВС СССР, предназначенный для ведения боевых действий на приморских направлениях, в интересах как флотов, так и приморских сухопутных группировок войск.

## История морской пехоты в досоветский период
Правопреемства частей и соединений Морской пехоты СССР от формирований в Российском императорском флоте выполнявших схожие функции — не имеется.
За время существования морской пехоты как отдельного рода войск, как в Российском императорском флоте так и в Военно-морском флоте СССР, сам род войск неоднократно упразднялся и вновь создавался.
В статье рассматриваются исторические аспекты развития морской пехоты в Российской империи и в СССР.

### Морская пехота Российской империи

#### Создание морской пехоты
Первые упоминания о прообразе военных формирований выполнявших функции морской пехоты относятся к XVII веку.
По утверждению некоторых источников, к таковым формированиям следует отнести корабельные команды стрельцов, созданные для обеспечения безопасности гребных судов при царе Алексее Михайловиче в 1667—1668 годах, совершавших плавание по Волге до Казани и Астрахани. В его правление был выпущен служебный документ с требованием к командирам кораблей, об организации команды из членов судового экипажа по действиям при абордаже и десантированию на сушу. В связи с фактическим отсутствием военно-морского флота на тот период, создание подобных команд на постоянной основе, реализация на практике подобного документа не представлялась возможной.
Первым из российских правителей, кто осознал необходимость в создании данного рода войск, был Пётр Первый. На его взгляд, строительство военно-морского флота и экспансия Российской империи требовала создания подготовленного отдельного рода войск, способного действовать как при совершении абордажа неприятельских кораблей, так и при высадке с кораблей и дальнейших действиях на суше. Первый положительный опыт по применению речного (морского) десанта состоялся в ходе Азовских походов 1695—1696 годов, когда для выполнения таких задач привлекались стрелецкие и казачьи формирования. В феврале 1696 года был временно сформирован Морской регимент (регимент — в переводе с немецкого полк), насчитывавший 4254 человека, набранный из состава Семёновского и Преображенского полков. Морской регимент состоял из 28 рот и передвигался на 30 судах.
В ходе дальнейшего строительства военно-морского флота, Пётр Первый осознал необходимость в создании специальных подготовленных морских пехотных формирований на постоянной основе, что и сформулировал осенью 1704 года в документе «Определение о начинающем флоте на Ост-Зее». Официально новый род войск получил название Морские солдаты.
Датой основания отдельного рода сил при военно-морском флоте Царской России, у российских историков принято считать 16 (27) ноября 1705 года. В этот день указом Петра Первого был сформирован Морской полк (полк морских солдат). Основу полка составили несколько рот Семёновского и Преображенского полков.
Род войск в плане всестороннего обеспечения и решения кадровых вопросов относился к Адмиралтейств-коллегии. С 1802 года — в полном подчинении Морскому министерству.

#### Реформирование морской пехоты
В ходе дальнейших реформ род войск неоднократно изменял свою организационно-штатную структуру и название.
В 1714 году род войск был разделён на отдельные морские батальоны, вместо морских полков.
В 1732 году батальоны морских солдат объединили в морские полки.
В 1754 году были созданы так называемые «солдатские команды» на парусных и галерных судах, выполнявших функции морской пехоты. Данные команды распределялись по кораблям пропорционально их водоизмещению. Таким образом, морская пехота представляла собой на тот момент два морских полка и солдатские команды, распределённые по кораблям Балтийского и Черноморского флотов. В Каспийской флотилии была создана солдатская команда по численности соразмерная роте.
В 1762 году произошло упразднение солдатских команд и возврат к батальонной схеме. Было создано 4 флотских батальона, каждый из которого состоял из 7 мушкетёрских и 1 гренадёрской роты. Солдатские команды были оставлены на галерных (гребных) судах.
Батальонная схема действовала до начала XIX века.
В 1803 году в ходе очередной реформы все батальоны были объединены в полки. В результате реорганизации было создано 4 морских полка. Три полка относились к Балтийскому морю, два из которых дислоцировались в Кронштадте и один в Ревеле. Четвёртый полк был создан в составе Черноморского флота и дислоцировался в Азове. Каждый полк состоял из 3 батальонов: 1 гренадёрский и 2 мушкетёрских. Каждый из батальонов состоял из 4 рот. Личный состав каждого полка насчитывал 2085 военнослужащих разных званий.
В составе Каспийской флотилии в 1805 году на базе солдатской команды был создан Каспийский морской батальон, состоявший из 4 мушкетёрских рот.
Морские полки распределялись по так называемым флотским экипажам к приписанным кораблям. Все флотские экипажи также получили порядковую нумерацию. В состав флотского экипажа кроме подразделения морских солдат входил экипаж судна и береговые подразделения обеспечения приписанные к кораблю. Таким образом морские солдаты имели двойное подчинение — командиру корабля и командиру батальона.
Отдельно стоит упомянуть о существовании на тот исторический период, дислоцированной на Камчатке, так называемой экипажской роты (численностью 500 человек), морской роты в Охотске (190 человек) и морской роты в Архангельске (156 человек).

#### Упразднение морской пехоты
Исторические реалии начала XIX века и фактическое состояние вооружённых сил в плане уровня боевой подготовки, дисциплины, а также различные взгляды на концепцию применения как морских солдат так и простых пехотных частей, сформировали мнение среди морского руководства о том, что необходимости в содержании специально обученных морских пехотинцев не имеется.
В связи с указанными выше причинами, а также необходимостью подготовки морских полков к войне с Армией Наполеона на суше, стал вопрос об их переподчинении. 17 января 1811 года морские полки были включены в состав 25-й и 28-й пехотных дивизий Русской императорской армии с переводом из подчинения Морскому министерству в подчинение Военному министерству.
В результате с 1811 года морская пехота императорского флота фактически перестала существовать как род войск.
Со второй половины XIX века руководство императорского флота окончательно склонилось к концепции применения флотских экипажей в качестве морской пехоты
Во всех последовавших военных конфликтах в которых участвовала Российская империя вплоть до Первой мировой войны, в качестве морской пехоты привлекались экипажи военных кораблей, пехотные и казачьи части.

#### Последняя попытка создания морской пехоты в Российской империи
Спустя столетие после ликвидации морской пехоты по указу Александра Первого в 1811 году, военно-морское руководство подведя итоги последних военных конфликтов, а также опыт передовых мировых держав в вооружённых силах которых имелись формирования морской пехоты, сделало вывод о необходимости воссоздания этого рода войск.
Последняя попытка в Российском императорском флоте заново воссоздать морскую пехоту как род войск, была предпринята в 1911 году с разработкой Главным морским штабом проекта по созданию постоянных морских пехотных частей. Согласно проекту предполагалось создание морского полка на Балтийском флоте, батальона на Черноморском флоте и батальона во Владивостоке.
При реализации проекта в августе 1914 года в Кронштадте из личного состава Гвардейского флотского экипажа были созданы 1-й и 2-й отдельные морские батальоны и 3-й батальон из личного состава 1-го Балтийского флотского экипажа. В том же году на основе 2-го Балтийского флотского экипажа был создан 4-й отдельный морской батальон. Все батальоны состояли из 2 рот и имели численность около 550 человек.
В марте 1915 года 4-й батальон был переформирован в 1-й морской полк.
В 1915 году в Морском министерстве был разработан проект «Положение о морской пехоте», в котором были обозначены структура и задачи создаваемого заново рода войск.
В связи с тем что Российская империя из-за участия в Первой мировой войне находилась на тот момент в тяжёлой политической и экономической ситуации, планы о воссоздании морской пехоты не были в полной мере осуществлены.
После Февральской революции в 1917 году прекратил своё существование Российский императорский флот.
Де-юре Гвардейский флотский экипаж, на основе которого были созданы 2 морских батальона, принимавшие участие как в сражениях Первой мировой войны, так и в Февральской революции 1917 года, был расформирован по приказу № 103 командующего Балтийским флотом от 3 марта 1918 года. Фактически все указанные морские батальоны прекратили своё существование весной 1917 года.

## История Морской пехоты ВМФ СССР

### Гражданская война
В ходе Гражданской войны, с момента создания Рабоче-крестьянской Красной армии, военное руководство РСФСР не рассматривало вопрос о создании такого отдельного рода войск, как морская пехота, из частей и соединений постоянного состава.
В годы войны на сухопутные фронты с флотов было отправлено более 75 000 военных моряков, которых использовали в ходе небольших тактических десантов на берегах рек и озёр.
Единственный прецедент создания временного сводного соединения, выполнявшего функции морской пехоты, можно отнести к событиям августа-сентября 1920 года. Связан он с активным продвижением войск генерала Врангеля в Северную Таврию.
В срочном порядке в составе Юго-Восточного фронта, для противодействия войскам Врангеля, была сформирована 1-я Морская экспедиционная дивизия. В состав дивизии численностью 5000 человек вошли 4 пехотных полка из 2 батальонов, кавалерийский полк, артиллерийская бригада и инженерный батальон. Задачей дивизии было поставлено десантирование с кораблей на побережье Азовского моря и его оборона в районе Мариуполя.
По окончании боевых действий у побережья Азовского и Чёрного морей 1-я Морская экспедиционная дивизия была расформирована.
В Белом движении морской пехоты как таковой тоже не было, существовали лишь отдельные морские стрелковые формирования, укомплектованные большей частью моряками бывшего Императорского флота и воевавшие на сухопутных фронтах.

### Межвоенный период
После Гражданской войны руководство ВС СССР не придавало значения необходимости создания морской пехоты.
Только в июле 1939 года на Балтийском флоте была создана Отдельная специальная бригада, которая в 1940 году была переименована в 1-ю бригаду морской пехоты. Кроме данной бригады существовали отдельные роты морской пехоты в составе Дунайской и Пинской военных флотилий.
Однако, несмотря на факт появления подобной бригады, морской пехоты как таковой не было, поскольку отсутствовала специальная десантная подготовка, а в составе ВМФ СССР отсутствовали специальные десантные корабли.

### Великая Отечественная война

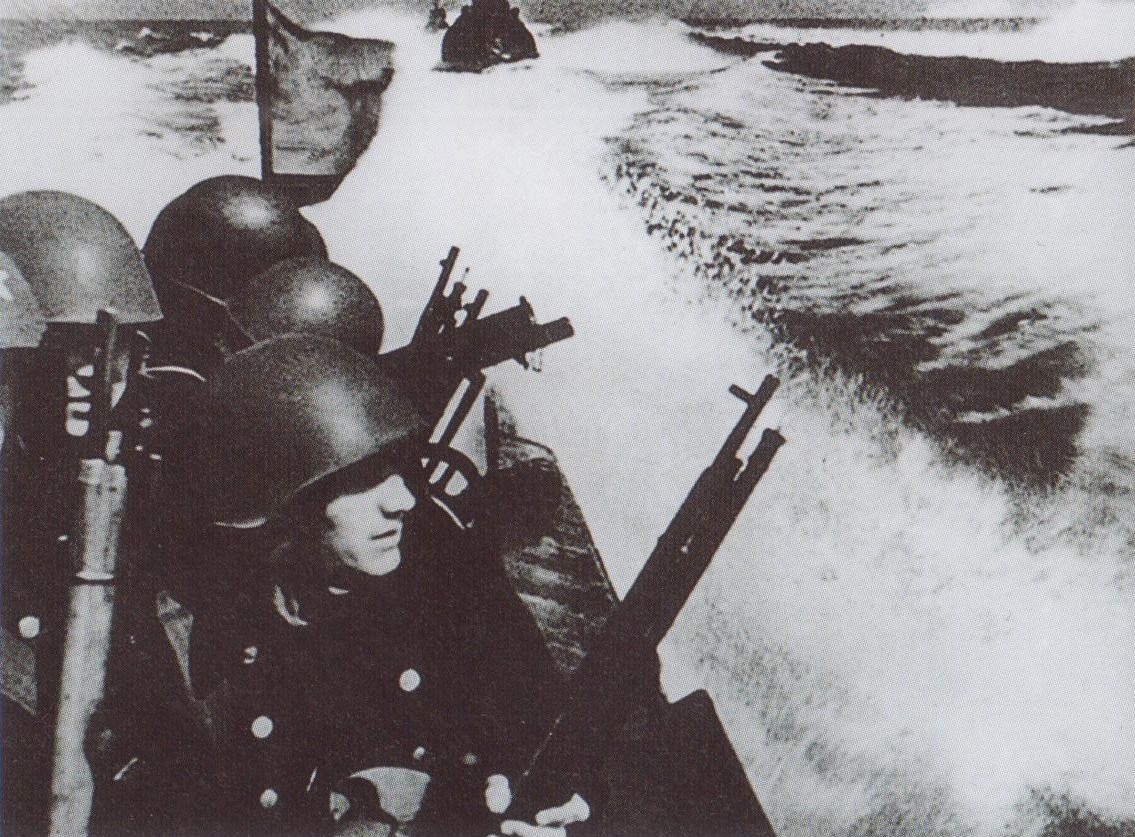
Советские морские пехотинцы перед высадкой на маяк Бенгтскяри.
Эпизод обороны Ханко. 25 июля 1941 года

С началом боевых действий отношение руководства ВС СССР к морской пехоте резко изменилось. Если в войну СССР вступил с 1 бригадой морской пехоты, то в ходе её было создано значительное количество формирований морской пехоты: 21 бригада морской пехоты, более 30 морских стрелковых бригад, отдельные полки и батальоны морской пехоты. Общая численность морской пехоты по данным разных авторов составляла от 100 000 до 200 000 человек, а по приводимым в трудах С. Г. Горшкова данных — свыше 400 000 тысяч человек и ещё около 100 000 военных моряков были задействованы в операциях на суше при обороне ВМБ, высадке десантов и т. д. В некоторых западных источниках указано, что в ходе военных лет их численность достигла своего исторического максимума превышая 350 000 человек в 40 бригадах.
В июле 1941 года началось формирование бригад морской пехоты из личного состава флотов. Балтийский флот передал в морскую пехоту около 125 000 человек, Черноморский флот — 57 127 человек, Северный флот — 39 281 человек, Тихоокеанский флот — 143 407 человек, Амурская военная флотилия — 9 542 человек, Каспийская военная флотилия — 3 671 человек, центральные управления ВМФ и части центрального подчинения ВМФ — 15 569 человек, военно-морские учебные заведения — 8 656 человек.
Согласно решению НКО СССР от 18 октября 1941 года в ноябре того же года в 5 военных округах (САВО, УрВО, ПриВО, СКВО и СибВО) началось формирование 25 морских стрелковых бригад. На формирование данных бригад командование ВМФ СССР выделило 39 052 военных моряков.

#### Особенности терминологии

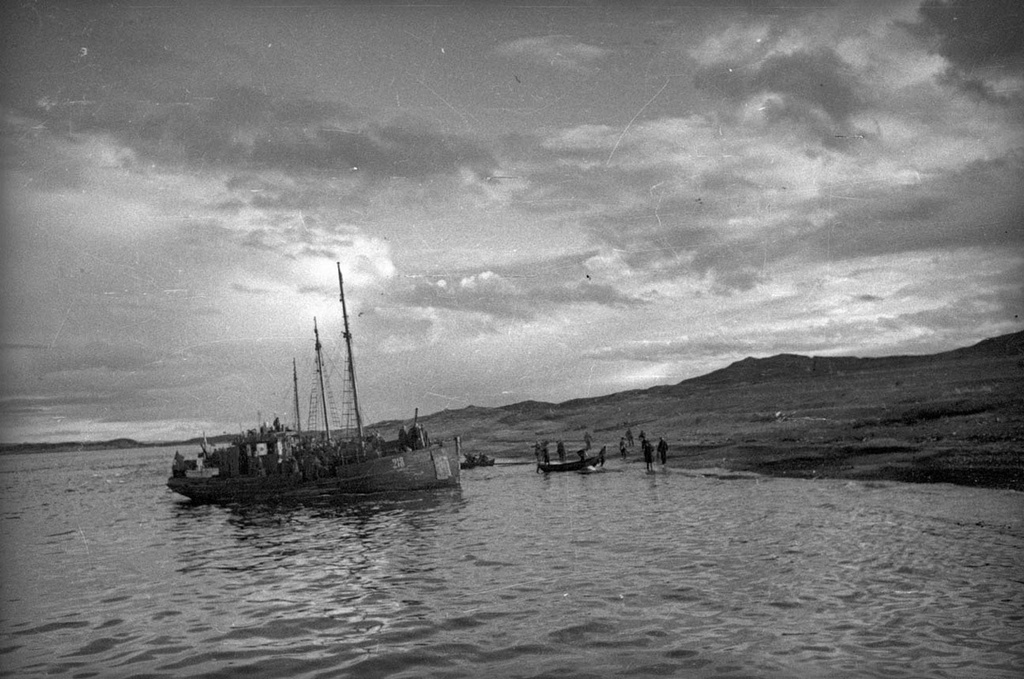
Учения советской морской пехоты по высадке на Кольском полуострове, 1941 год

Мнения историков о том, что следует вносить в понятие «морская пехота» применительно к составу советских войск во время Великой Отечественной войны, существенно различаются.
Согласно одному из мнений в годы войны существовало три разновидности морской пехоты:
1. соединения и части морской пехоты;
2. морские стрелковые бригады;
3. соединения и воинские части сухопутных войск, не имевшие в своих названиях слов «морская» или «морской», но укомплектованные в основном моряками и применявшиеся в сражениях как морская пехота.

Согласно другому мнению к морской пехоте следует относить только два типа формирований:
1. соединения и части морской пехоты;
2. морские стрелковые бригады;

Под соединениями и частями морской пехоты понимаются бригады морской пехоты и отдельные батальоны морской пехоты. Различие между бригадами морской пехоты и морскими стрелковыми бригадами заключалось в их предназначении. Бригады морской пехоты предназначались для десантных и противодесантных действий на приморских направлениях. Морские стрелковые бригады предназначались для использования на сухопутных фронтах. В связи с этим бригады морской пехоты подчинялись командованию флотов, а морские стрелковые бригады подчинялись командованию фронтов. Также разница состояла в комплектовании бригад: бригады морской пехоты комплектовались полностью из матросов, прошедших необходимую подготовку, а морские стрелковые бригады комплектовались из матросов частично (от 33 % до 80 % личного состава).

#### Состав морской пехоты

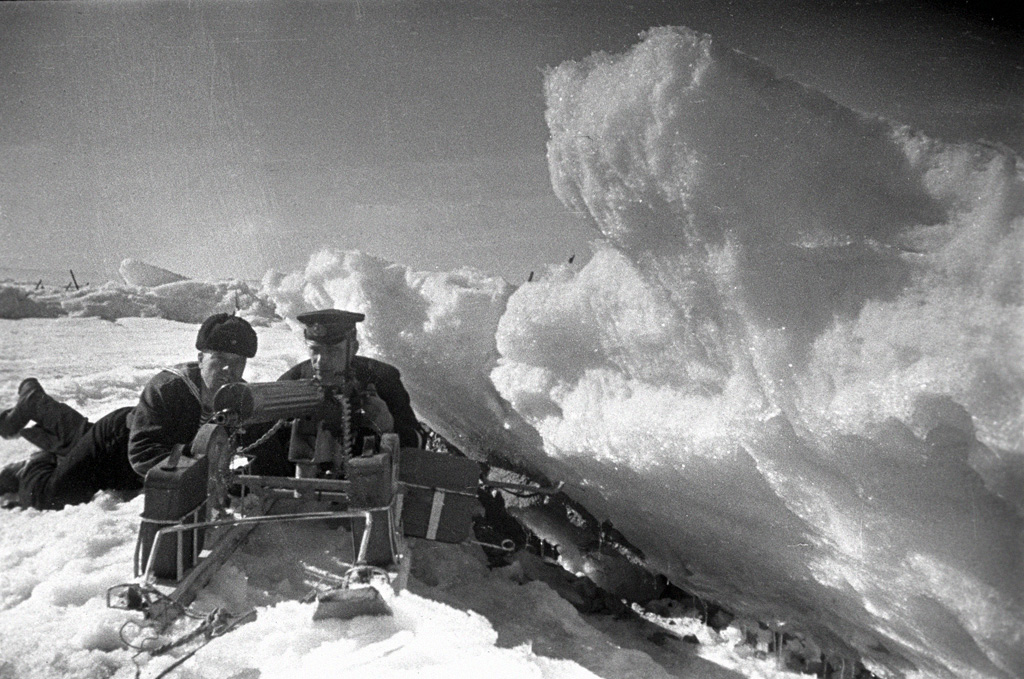
Морские пехотинцы Балтийского флота в засаде в ледяных торосах.
Финский залив. 10 декабря 1942

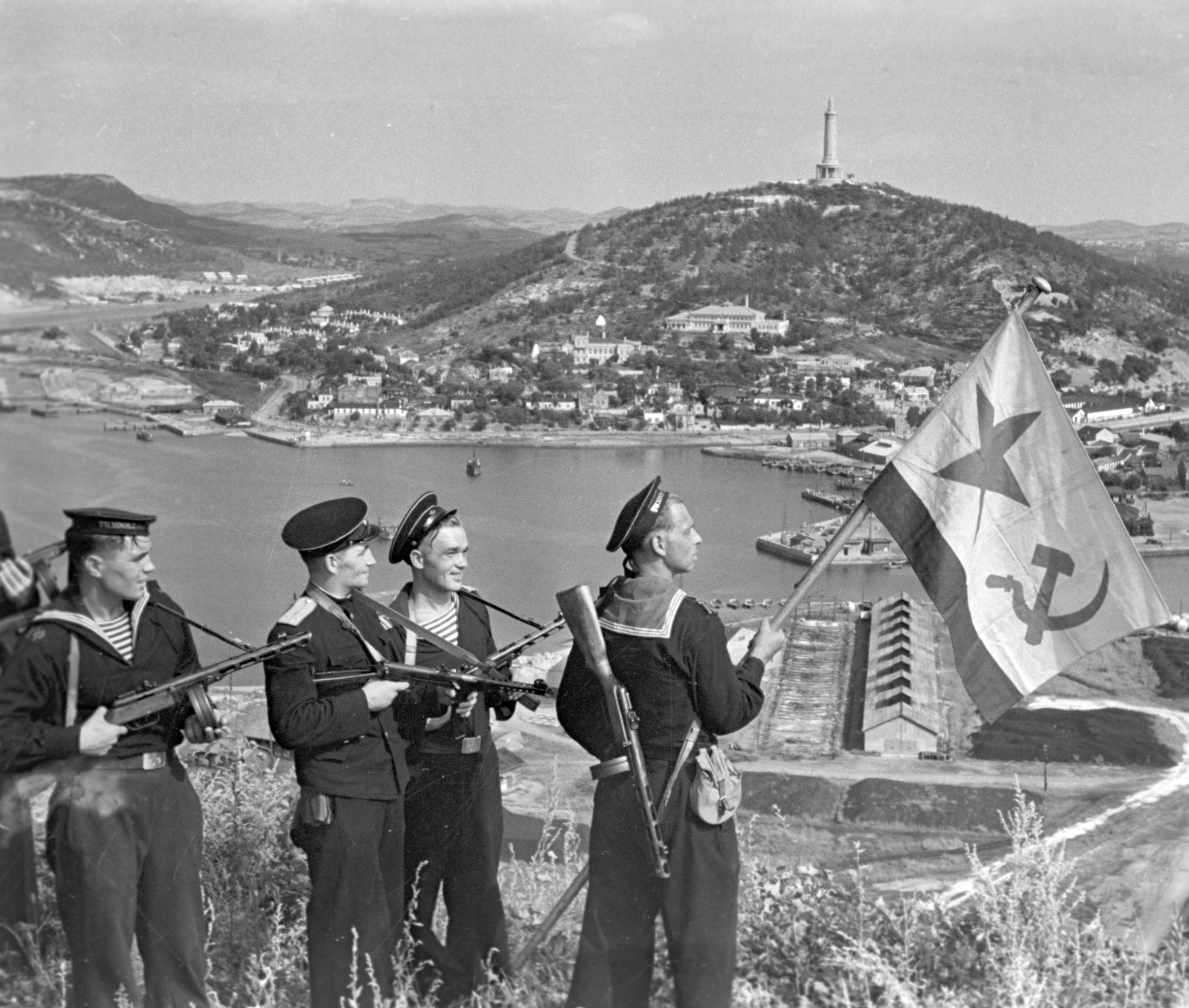
Моряки-десантники Тихоокеанского флота водружают флаг над Порт-Артуром.
Китай. 1 октября 1945 года.

Всего в годы войны, на разных этапах, на различных фронтах в составе объединений и соединений сухопутных войск, флотов и флотилий, из формирований в чьих названиях употреблялось «морская пехота» числились:
- 1 дивизия[12];
- 19 отдельных бригад;
- 14 отдельных полков;
- 36 отдельных батальонов.

Отдельная бригада морской пехоты (обрмп) включала в свой состав:
- Управление бригады;
- 3-6 батальона морской пехоты;
- 1-2 артиллерийских дивизиона;
- танковый батальон (для обрмп Балтийского флота);
- миномётный батальон (до 1942 года);
- разведывательная рота;
- рота противотанковых ружей;
- сапёрная рота;
- рота связи;
- взвод ПВО;
- подразделения тылового обеспечения.

Численность личного состава бригад морской пехоты колебалась от 5 000 до 8 000 человек.
Морская стрелковая бригада (морсбр) включала в свой состав:
- Управление бригады;
- 3 стрелковых батальона;
- отдельный артиллерийский дивизион;
- отдельный противотанковый батальон;
- отдельный миномётный дивизион;
- батальон связи;
- разведывательная рота;
- рота противотанковых ружей;
- сапёрная рота;
- взвод ПВО;
- подразделения тылового обеспечения.

Личный состав морской стрелковой бригады — 4 500 человек. Из них от 33 до 80 % являлись моряками.
Единственная дивизия морской пехоты в годы войны (1-я дивизия морской пехоты), была образована из 55-й стрелковой дивизии уже после её вывода из состава Действующей Армии в ноябре 1944 года.

#### Формирования морской пехоты, удостоенные отличий и правительственных наград
За участие в боевых действиях в ходе Великой Отечественной войны и советско-японской войны, многие формирования морской пехоты были удостоены почётных названий, государственных наград и гвардейского титула.
При этом, источников, подтверждающих факт награждения частей и соединений морской пехоты в составе Балтийского флота, не имеется. Известно, что в боях отличились следующие соединения Балтийского флота: 1-я, 2-я, 5-я, 6-я и 260-я бригады морской пехоты. Данные соединения (кроме 260-й бригады) были расформированы в период с ноября 1941 по май 1943 года.

### Послевоенный период

#### Упразднение морской пехоты
После окончания боевых действий Великой Отечественной войны и советско-японской войны, а также последовавшей демобилизации ВС СССР в 1945—1946 годах, в составе ВМФ СССР находилось 6 бригад, 2 полка и 10 отдельных батальонов морской пехоты.
На основании Циркуляра НГМШ ВМФ ВС Союза ССР № 0040, от 25 июля 1945 года, 63-й брмп к 1 сентября 1945 года передается в состав Балтийского флота. Местом её дислокации назначен Пиллау. В 1947 году 63-я бригада переформировывается в 94-й отдельный Киркенесский Краснознамённый батальон морской пехоты с расформированием дивизиона десантных судов. 94-й отдельный Киркенесский Краснознамённый батальон морской пехоты был расформирован летом (июнь—июль) 1956 года, в составе Пиллауской военно-морской базы.
Единственная в ВМФ СССР 1-я Мозырская Краснознамённая дивизия морской пехоты в 1948 году была переформирована и переименована в 1-ю пулемётно-артиллерийскую Мозырскую Краснознамённую дивизию (1-я пулад). Данная дивизия составила основу военно-морской базы «Порккала-Удд» на территории Финляндии. В 1955 году советская военно-морская база была ликвидирована, а в январе 1956 года полуостров был досрочно возвращён Финляндии. В связи с этим 1-я пулад была расформирована.
В период до октября 1955 года были расформированы все бригады и батальоны морской пехоты, созданные в годы войны.
В марте 1956 года была расформирована 14-я бригада морской пехоты, которая была создана в январе 1946 года и была дислоцирована на Камчатке.

#### Возрождение рода войск

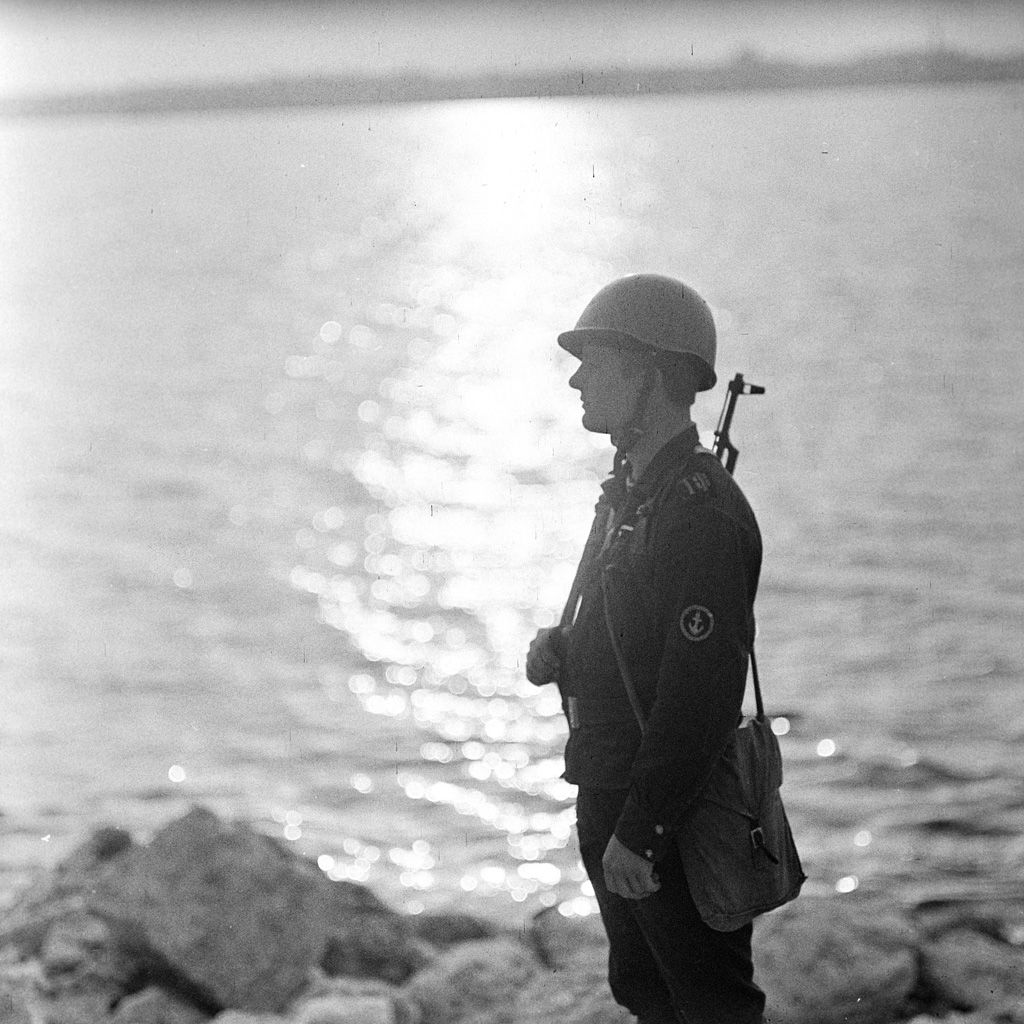
Матрос 55-й дивизии морской пехоты на боевом посту.
Владивосток. 1 мая 1974 года

Спустя 7 лет после ликвидации последних соединений морской пехоты руководство ВС СССР осознало ошибочность своих действий и приступило к повторному созданию рода войск.
Согласно директиве Министерства обороны от 7 июня 1963 года № орг/3/50340 336-й гвардейский мотострелковый полк 120-й гвардейской мотострелковой дивизии был переформирован в 336-й гвардейский отдельный полк морской пехоты Балтийского флота (336-й опмп БФ).
336-й полк стал первой воинской частью в возрождённой морской пехоте ВМФ СССР.
Так же поступили на всех остальных флотах ВМФ СССР, где были созданы полки морской пехоты. Новые полки формируются на базе мотострелковых полков, переподчинённых из состава военных округов штабам флотов.
В том же 1963 году на базе 390-го мотострелкового полка 56-й мотострелковой дивизии, переданного из состава Дальневосточного военного округа в состав Краснознамённого Тихоокеанского флота, был создан 390-й отдельный полк морской пехоты Тихоокеанского флота (390-й опмп ТФ) с дислокацией в н.п. Славянка Приморского края.
В 1966 году на базе 1-го батальона 336-го полка морской пехоты, а также личного состава 135-го мотострелкового полка 295-й мотострелковой дивизии Закавказского военного округа, был сформирован 309-й отдельный батальон морской пехоты Черноморского флота (309-й обмп ЧФ) с дислокацией в г. Севастополь.
Также в июле 1966 года из состава 131-й мотострелковой дивизии Ленинградского военного округа в состав Северного флота был передан 61-й мотострелковый полк с переформированием в 61-й отдельный гвардейский полк морской пехоты Северного Флота (61-й опмп СФ) с дислокацией в н.п. Спутник Мурманской области РСФСР.
15 декабря 1967 года на основе 309-го обмп, 1-го батальона морской пехоты 336-го опмп БФ и роты плавающих танков 61-го опмп СФ был сформирован 810-й отдельный полк морской пехоты Черноморского флота (810-й опмп ЧФ).
В период с августа 1968 года по 1 декабря 1968 года на базе 390-го отдельного полка морской пехоты (390-й омп) КТОФ была сформирована 55-я дивизия морской пехоты.
В конце 1981 года в н.п. Туманный Мурманской области была сформирована 175-я отдельная бригада морской пехоты Северного флота. Изначально бригада создавалась как кадрированное соединение, развёртываемое в военное время. Личный состав бригады не превышал 200 человек. При этом бригада была почти полностью обеспечена военной техникой.

#### Задачи морской пехоты
Руководством ВС СССР перед воссозданной морской пехотой были поставлены следующие задачи:
- высадка морских десантов тактического масштаба для решения самостоятельных задач и для содействия соединениям сухопутных войск;
- использование в качестве первого эшелона десанта при высадке оперативных десантов;
- оборона пунктов базирования и других объектов от воздушных и морских десантов, участие совместно с сухопутными частями в противодесантной обороне.

#### Реформы по укрупнению

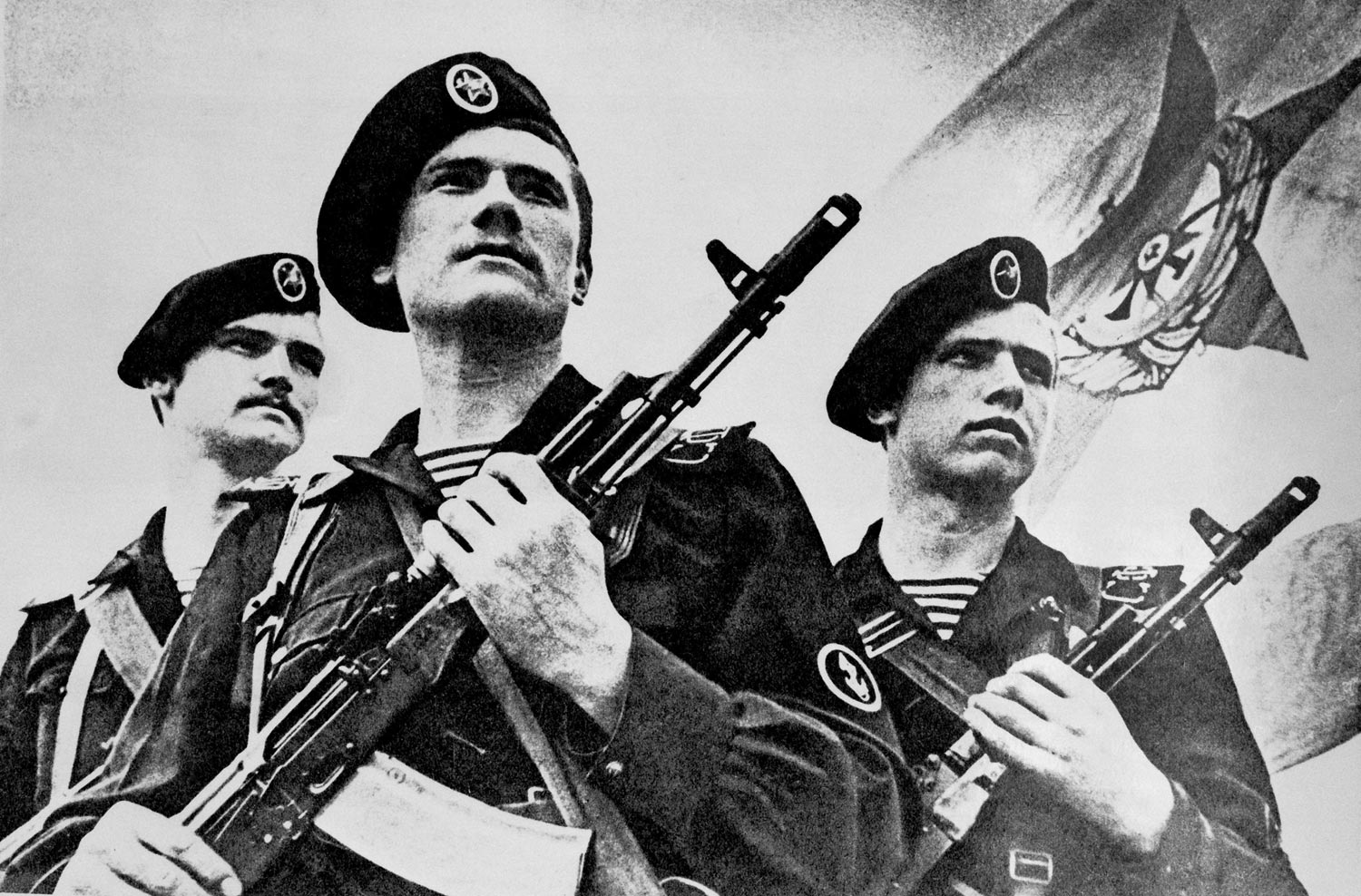
Военнослужащие 61-й отдельной бригады морской пехоты.
Буквы на погонах «СФ» — Северный флот.
30 октября 1985 года

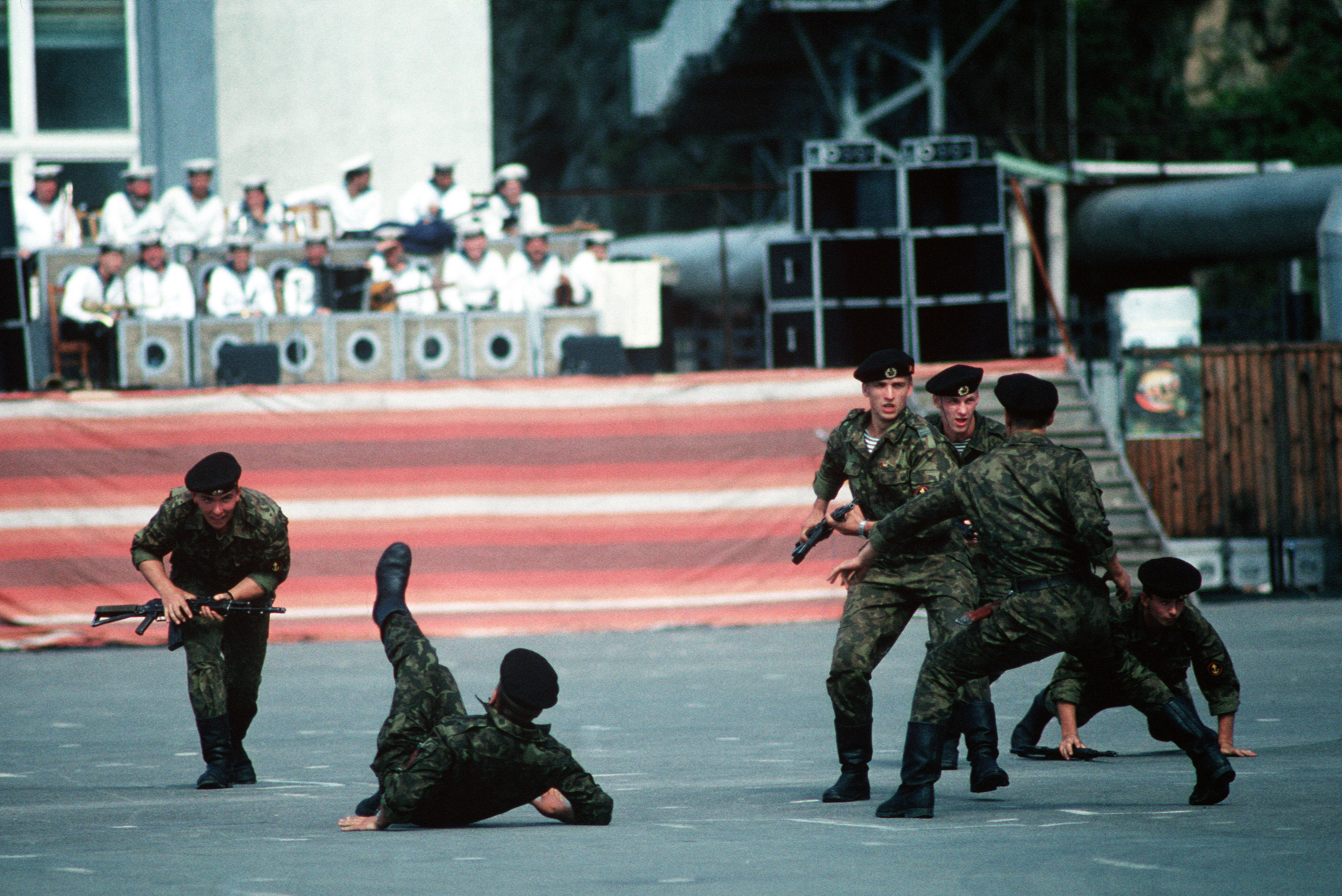
Матросы 55-й дивизии морской пехоты
демонстрируют приёмы рукопашного боя.
Владивосток. 1 сентября 1990 года

К концу 1970-х годов, ввиду обострения обстановки в мире и появления новых угроз, руководство ВС СССР, оценив численность формирований морской пехоты как недостаточную, поставило задачу об увеличении её численности и реформировании воинских частей.
Реформирование затронуло воинские части морской пехоты Балтийского, Черноморского и Северного флотов. Заключалось оно в том, что на базе полков морской пехоты были созданы бригады морской пехоты, состоящие из нескольких воинских частей.
20 ноября 1979 года произошло переформирование 336-го и 810-го полков морской пехоты в бригады морской пехоты с сохранением порядковых номеров.
15 мая 1980 года 61-й полк морской пехоты был переформирован в 61-ю бригаду морской пехоты.
Организационно-штатная структура созданных бригад была следующей:
- Управление бригады;
- 2 отдельных батальона морской пехоты;
- отдельный десантно-штурмовой батальон;
- отдельный батальон морской пехоты (кадра);
- отдельный разведывательный батальон;
- отдельный танковый батальон;
- отдельный самоходный артиллерийский дивизион;
- отдельный реактивный артиллерийский дивизион;
- отдельный зенитный ракетно-артиллерийский дивизион;
- отдельный противотанковый артиллерийский дивизион.

Вооружение бригад заметно различалось в зависимости от принадлежности флоту. В среднем на вооружении бригад находилась следующая военная техника:
- бронетранспортёры — 160—265 ед.;
- танки Т-55 — 40 ед.;
- САУ 2С1 — 18 ед.;
- САУ 2С9 — 24 ед.;
- РСЗО «Град-1» — 18 ед.;

Личный состав бригады — около 2 000 человек.

#### Боевая служба морской пехоты
Спустя 4 года после повторного создания частей морской пехоты, в 1967 году руководство ВС СССР стало привлекать морскую пехоту на боевую службу в составе оперативных эскадр, которая проводилась во всех океанах. Для подразделений морской пехоты боевая служба представляла собой нахождение в составе оперативной эскадры со штатной военной техникой и в полной боевой готовности приступить к выполнению боевых действий на суше и на море в случае необходимости.
Первоначально в состав эскадр включалась одна рота морской пехоты, усиленная танковым взводом на ПТ-76, размещаемая на нескольких средних десантных кораблях. С появлением больших десантных кораблей проекта 1171 в оперативных эскадрах, двумя кораблями данного класса осуществлялась перевозка усиленного батальона морской пехоты. Усиление в основном представляло собой танковую роту на Т-55.
Боевая служба морской пехоты началась с обострения ситуации на Ближнем Востоке, где СССР традиционно поддерживал некоторые арабские государства в их противостоянии с Израилем и его западными союзниками. Поводом к привлечению морской пехоты к боевой службе стала ситуация, создавшаяся в апреле-мае 1967 года, которая в итоге разразилась Шестидневной войной.
Первой воинской частью морской пехоты, привлечённой к боевой службе, стал 309-й отдельный батальон морской пехоты Черноморского флота, дислоцированный в Севастополе. Данный батальон в начале июня в составе Средиземноморской эскадры ВМФ СССР в срочном порядке на 2 больших десантных кораблях и 2 средних десантных кораблях был переброшен к берегам Сирии. Первоначальной задачей батальону была поставлена высадка в портах для поддержки правительственных войск в случае дальнейшего продвижения израильских войск на Голанских высотах. В связи с прекращением боевых действий, группа десантных кораблей убыла к берегам Египта в стратегически важный порт г. Порт-Саид для его обороны.
В июне 1967 года к боевой службе в Средиземном море также были привлечены подразделения 336-го и 61-го отдельных полков морской пехоты.
С августа 1969 года к боевой службе приступили подразделения 390-го полка 55-й дивизии морской пехоты Тихоокеанского флота.
С мая 1969 года в связи с дальнейшей эскалацией арабо-израильского конфликта, руководством ВС СССР был создан сводный усиленный батальон морской пехоты, задачей которого являлась охрана порта г. Порт-Саид, который был предоставлен египетскими властями как один из пунктов для дислокации Средиземноморской эскадры ВМФ СССР. Также подразделения усиленного батальона несли дежурство возле нефтяных терминалов в Суэцком канале. Для комплектования батальона отбирались роты от частей морской пехоты со всех четырёх флотов. Личный состав батальона был переменным на основе постоянной ротации. Подразделения, откомандированные от воинских частей, менялись каждые 4 месяца.
Несение боевой службы в Мировом океане частями морской пехоты ВМФ СССР с конца 60-х годов распределялись следующим образом:
- 61-й отдельный полк морской пехоты — Северный Ледовитый и Атлантический океан[22];
- 336-й отдельный гвардейский полк морской пехоты — Атлантический океан[19];
- 810-й отдельный полк морской пехоты — Средиземное море;
- 55-я дивизия морской пехоты — Тихий и Индийский океаны[23].

Несмотря на неоднократное присутствие морской пехоты ВМФ СССР во время несения боевой службы в непосредственной близости к зонам военных конфликтов на Ближнем Востоке, в Юго-Восточной Азии и в Африке, в период с 1967 и до распада СССР в 1991 году, достоверных сведений об участии морских пехотинцев в боевых действиях не имеется:

…Прозвучавшее как-то в телепередаче «Забытый полк» утверждение о том, что в боях под Куито-Куанавале в Анголе в 1987 году участвовала целая дивизия советской морской пехоты — не более чем выдумка…— Сергей Коломнин — член совета Союза ветеранов Анголы

#### Специальная разведка ВМФ СССР
По мнению некоторых российских историков, формирования специальной разведки ВМФ СССР также следует относить к морской пехоте.
Первое подобное формирование появилось в октябре 1953 года в составе Черноморского флота. В последующем до конца 1957 года на каждом флоте было создано аналогичное формирование. В Каспийской флотилии такое формирование было создано в 1969 году. По организационно-штатной структуре данные формирования являлись воинскими частями, равные по численности роте (личный состав — 122 человека). Официально они получили название морской разведывательный пункт (мрп).
В военное время все морские разведывательные пункты развёртывались в отдельные бригады специального назначения. В 1968 году морской разведывательный пункт Черноморского флота был переименован в отдельную бригаду специального назначения. Несмотря на переименование, фактически данная бригада представляла собой батальон неполного состава (личный состав — 148 человек).
Задачей военнослужащих специальной разведки были поставлены:
- разведка баз, портов и других объектов противника;
- уничтожение или вывод из строя боевых кораблей, транспортных кораблей обеспечения, гидротехнических сооружений, радиотехнических средств на побережье и других объектов;
- наведение авиации и ракетных средств ВМФ на объекты противника;
- ведение разведки в интересах сил флота при высадке морской пехоты;
- захват документальных данных противника и пленных.

Для переброски разведчиков планировалось использовать подводные лодки, военно-транспортные самолёты и вертолёты. В связи с обеспечением скрытности выдвижения, личный состав специальной разведки обучался водолазному делу и прыжкам с парашютом. Официально военно-учётная специальность личного состава морских разведывательных пунктов именовалась как «водолаз-разведчик».
Для подготовки военнослужащих срочной службы в 1967 году был создан 316-й отдельный учебный отряд специального назначения с дислокацией в Киеве.
К 1 января 1990 года в состав частей соединений специальной разведки входила 1 отдельная бригада специального назначения (личный состав — 148 человек) и 4 морских разведывательных пункта.
Личный состав морских разведывательных пунктов (мрп) на 1 января 1990 года заметно различался:
- 17-я обрспн Черноморского флота — 148 человек;
- 42-й мрп Тихоокеанского Флота — 91;
- 561-й мрп Балтийского флота — 91;
- 137-й мрп Каспийской флотилии — 42;
- 420-й мрп Северного флота — около 300.

### Морская пехота накануне распада СССР

#### Усиление морской пехоты
Согласно оценке Международного института стратегических исследований в Лондоне, численность советской морской пехоты на 1988 год достигала 17 000 человек. По мнению зарубежных исследователей данный показатель отражал суммарную численность личного состава 55-й дивизии морской пехоты, 3 бригад морской пехоты (336-я, 61-я и 810-я), 17-й бригады специального назначения Черноморского флота и 4 морских разведывательных пунктов.
12 октября 1989 года по решению руководства ВС СССР были созданы Береговые войска ВМФ СССР, в состав которых вошли как морская пехота так и береговые артиллерийские части и соединения, подчинённые флотам. Согласно этому решению в состав Береговых войск были также переданы от Сухопутных войск четыре мотострелковые дивизии с переименованием в дивизии береговой обороны и переподчинением командованию флотов.
В данных дивизиях при полной обеспеченности в штатной военной технике, личный состав был укомплектован частично — от 2200 до 3400 человек. Общая численность 4 дивизий береговой обороны составила 12 000 человек. Согласно оценкам некоторых историков, указанные мотострелковые дивизии следовало рассматривать как резервные дивизии морской пехоты (рдмп — в источнике).
Кроме мотострелковых дивизий, в состав береговых войск были переданы 2 артиллерийские бригады, 3 артиллерийских полка и 1 отдельный пулемётно-артиллерийский батальон. В общей численности в ВМФ было передано от Сухопутных войск 16 000 человек личного состава, 950 танков, около 1 100 БМП и БТР и столько же артиллерийских орудий и РСЗО.
Согласно одному источнику общая численность усиленной морской пехоты достигла 27 000 человек, согласно другому — 32 000 человек.

#### Состав морской пехоты
В данном разделе приведены воинские части и соединения, которые по мнению российских историков следует относить как к частям и соединениям морской пехоты, так и к частям и соединениям усиления морской пехоты (резервные формирования морской пехоты).

##### Соединения и части морской пехоты
На 1991 год в составе морской пехоты ВМФ СССР непосредственно числились следующие соединения и воинские части:
- 55-я Мозырская Краснознаменная дивизия морской пехоты Тихоокеанского флота — г. Владивосток;
- 336-я отдельная гвардейская Белостокская орденов Суворова и Александра Невского бригада морской пехоты Балтийского флота — г. Балтийск;
- 61-я отдельная Киркенесская Краснознамённая бригада морской пехоты Северного флота — н.п. Спутник Мурманской области;
- 810-я отдельная бригада морской пехоты имени 60-летия образования СССР Черноморского флота — г. Севастополь
- 175-я отдельная бригада морской пехоты Северного флота (кадрированная) — н.п. Туманный Мурманской области;
- 299-й учебный центр морской пехоты — г. Севастополь;

Кроме указанных формирований в составе ВМФ СССР при каждом флоте и при Главном штабе ВМФ в Москве существовало 5 отдельных батальонов охраны, военнослужащих в которые отбирали из соединений морской пехоты:
- 1643-й отдельный батальон охраны при Главном штабе ВМФ СССР (в/ч 78328) — г. Москва;
- отдельный батальон охраны военно-морской базы Камрань Тихоокеанского флота (в/ч 15310) — г. Камрань, Вьетнам. Существовал с 1988 по 1992 годы[26];
- 211-й отдельный батальон охраны Северного флота (в/ч 42621) — ЗАТО Оленегорск-2 (н.п. Большое Рамозеро) Мурманской области;
- 300-й отдельный батальон охраны Черноморского флота (в/ч 33761) — г. Севастополь.

##### Соединения и части усиления морской пехоты
К таковым относятся мотострелковые дивизии, переименованные в дивизии береговой обороны, и артиллерийские части, переданные в 1989—1990 годах от сухопутных войск в состав ВМФ СССР:
- Переданы из состава Прибалтийского военного округа:

- 3-я гвардейская Волновахская Краснознамённая, ордена Суворова дивизия береговой обороны Балтийского флота — Клайпеда, Литовская Советская Социалистическая Республика;
- 710-й пушечный артиллерийский полк Балтийского флота (в/ч 47131) — Калининград.

- Переданы из состава Ленинградского военного округа:

- 77-я гвардейская Московско-Черниговская ордена Ленина, Краснознамённая, ордена Суворова дивизия береговой обороны Северного флота — Архангельск;
- 8-й гвардейский пушечный артиллерийский полк Балтийского флота (в/ч 72452) — Выборг;
- 181-й отдельный пулемётно-артиллерийский батальон — Форт Красная Горка.

- Переданы из состава Одесского военного округа:

- 126-я Горловская Краснознамённая, ордена Суворова дивизия береговой обороны Черноморского флота — Симферополь, УССР;
- 301-я артиллерийская бригада Черноморского флота (в/ч 48249) — Симферополь.

- Переданы из состава Дальневосточного военного округа:

- 40-я орденов Ленина и Суворова дивизия береговой обороны имени Серго Орджоникидзе Тихоокеанского флота — н.п. Смоляниново Приморского края;
- 166-я артиллерийская бригада Тихоокеанского флота (в/ч 01780) — н.п. Лермонтовка Хабаровского края;
- 204-й артиллерийский полк Тихоокеанского флота (в/ч 61486) — Петропавловск-Камчатский.

##### Формирования специальной разведки ВМФ СССР
1 января 1990 года 17-я отдельная бригада специального назначения была переформирована в 1464-й морской разведывательный пункт.
На конец 1991 года в составе боевых формирований специальной разведки ВМФ СССР находились:
- 1464-й морской разведывательный пункт Черноморского флота — остров Первомайский, Николаевская область, УССР;
- 42-й морской разведывательный пункт Тихоокеанского флота — остров Русский, Приморский край;
- 561-й морской разведывательный пункт Балтийского флота — н.п. Парусное, Калининградская область;
- 137-й морской разведывательный пункт Каспийской флотилии — Баку, АзССР;
- 420-й морской разведывательный пункт Северного флота — н.п. Зверосовхоз, Мурманская область.
- 316-й отдельный учебный отряд специального назначения — Киев, УССР.

## Вооружение и военная техника на 1990 год (ВВТ)[28]

### Бронетехника
| Тип                                      | Изображение | Производство | Назначение                                    | Количество |
| Танки                                    | Танки       | Танки        | Танки                                         | Танки      |
| ---------------------------------------- | ----------- | ------------ | --------------------------------------------- | ---------- |
| Т-55                                     |             | СССР         | Средний танк                                  | 230        |
| Т-54                                     |             | СССР         | Средний танк                                  | 230        |
| ПТ-76                                    |             | СССР         | Лёгкий плавающий танк                         | 150        |
| Боевые машины пехоты и бронетранспортёры |             |              |                                               |            |
| БТР-80                                   |             | СССР         | Бронетранспортёр                              | 1045       |
| БТР-70                                   |             | СССР         | Бронетранспортёр                              | 1045       |
| БТР-60                                   |             | СССР         | Бронетранспортёр                              | 1045       |
| МТ-ЛБ                                    |             | СССР         | Бронетранспортёр Тягач                        | 1045       |
| БМП-1                                    |             | СССР         | Боевая машина пехоты                          | н/д        |
| БМП-2                                    |             | СССР         | Боевая машина пехоты                          | н/д        |
| БРДМ-2                                   |             | СССР         | Бронированная Разведывательно-Дозорная Машина | 30         |

### Артиллерия
| Тип                               | Изображение           | Производство          | Назначение                                 | Количество            |
| Самоходная артиллерия             | Самоходная артиллерия | Самоходная артиллерия | Самоходная артиллерия                      | Самоходная артиллерия |
| --------------------------------- | --------------------- | --------------------- | ------------------------------------------ | --------------------- |
| 2С3 «Акация»                      |                       | СССР                  | 152-мм самоходная артиллерийская установка | н/д                   |
| 2С1 «Гвоздика»                    |                       | СССР                  | 122-мм самоходная артиллерийская установка | 90                    |
| Буксируемая артиллерия            |                       |                       |                                            |                       |
| Д-30                              |                       | СССР                  | 122-мм гаубица                             | 125                   |
| Реактивные системы залпового огня |                       |                       |                                            |                       |
| 9К51 «Град»                       |                       | СССР                  | 122-мм реактивная система залпового огня   | 150                   |

### Противотанковые средства
| Переносные противотанковые ракетные комплексы | Переносные противотанковые ракетные комплексы | Переносные противотанковые ракетные комплексы | Переносные противотанковые ракетные комплексы | Переносные противотанковые ракетные комплексы |
| --------------------------------------------- | --------------------------------------------- | --------------------------------------------- | --------------------------------------------- | --------------------------------------------- |
| 9К11 «Малютка»                                |                                               | СССР                                          | 125-мм противотанковый ракетный комплекс      | 50                                            |
| 9К111 «Фагот»                                 |                                               | СССР                                          | 120/135-мм противотанковый ракетный комплекс  | 50                                            |

### Военная техника ПВО
| Тип                         | Изображение         | Производство        | Назначение                            | Количество          |
| Зенитная артиллерия         | Зенитная артиллерия | Зенитная артиллерия | Зенитная артиллерия                   | Зенитная артиллерия |
| --------------------------- | ------------------- | ------------------- | ------------------------------------- | ------------------- |
| ЗСУ-23-4 «Шилка»            |                     | СССР                | Зенитная самоходная установка         | 60                  |
| Зенитные ракетные комплексы |                     |                     |                                       |                     |
| 9К32 "Стрела-2"             |                     | СССР                | Переносной зенитный ракетный комплекс | 250                 |
| 9К33 Оса                    |                     | СССР                | Зенитный ракетный комплекс            | 10                  |
| 9К35 Стрела-10              |                     | СССР                | Зенитный ракетный комплекс            | 35                  |
| 9К31 Стрела-1               |                     | СССР                | Зенитный ракетный комплекс            | 35                  |

## Морская пехота после распада СССР
Ввиду того, что почти все соединения и воинские части советской морской пехоты дислоцировались на территории РСФСР (кроме 810-й обрмп), после распада СССР все они вошли в состав ВМФ России.
Из частей специальной разведки исключение коснулось лишь 1464-го морского разведывательного пункта и 316-го отдельного учебного отряда специального назначения, которые в 1992 году отошли под юрисдикцию Украины. 316-й отдельный отряд был расформирован в 1993 году. На данный момент 1464-й морской разведывательный пункт носит название 73-й морской центр специальных операций (укр. 73-й морський центр спеціальних операцій).
137-й морской разведывательный пункт летом 1992 года был передислоцирован из Азербайджана в н.п. Владимировка Приозерского района Ленинградской области.
Достоверных сведений, подтверждающих юрисдикцию 126-й Горловской Краснознамённой ордена Суворова дивизии береговой обороны после раздела Черноморского флота, а также сведений о её расформировании либо переформировании, на данный момент не имеется. Известно только о создании 26 февраля 1992 года в Вооружённых силах Украины 84-й отдельной механизированной бригады (укр. 36-я окрема бригада берегової оборони) на месте дислокации 165-го учебного центра по подготовке иностранных военнослужащих в н.п. Перевальное Автономной Республики Крым. 1 декабря 2003 года 84-я механизированная бригада была расформирована, а на её базе в том же пункте дислокации была создана 36-я бригада береговой обороны (укр. 36-я окрема бригада берегової оборони). Данная бригада, по некоторым данным, была создана на базе остатков бывшего 32-го армейского корпуса Одесского военного округа, дислоцированного в Крыму. После аннексии Крыма в 2014 году, личный состав 36-й бригады практически полностью перешёл на службу в ВС РФ. Впоследствии номер бригады был изменён на порядковый номер бывшей 126-й дивизии береговой обороны (с 36-го на 126-й). Объяснений причин преемственности порядкового номера между этими формированиями (126-й бригады береговой обороны и 126-й дивизии береговой обороны) от российской стороны не предоставлено.

## Учебные заведения морской пехоты

### Великая Отечественная война
По итогам советско-финской войны 1939—1940 годов, руководство ВС СССР приняло решение об обязательном включении в программу обучения ведущих военно-морских училищ страны основ тактики сухопутных войск уровня взвод-рота.
К началу боевых действий практически весь младший командный состав ВМФ СССР, закончивший обучение в 1940—1941 годах в Ленинградском, Черноморском, Тихоокеанском и Каспийском военно-морских училищах, прошли курс по тактической подготовке. С началом боевых действий программа по тактической подготовке в военно-морских училищах была существенно расширена.
Для повышения квалификации офицерского состава от уровня командира роты и выше, 11 сентября 1941 года были созданы Курсы переподготовки начальствующего состава запаса Военно-Морского Флота. В 1943 году они были переименованы в Курсы подготовки и усовершенствования командного состава морской пехоты Военно-Морского Флота, и в этом же году в Курсы офицерского состава морской пехоты Военно-Морского Флота. Всего за 4 года войны данные курсы осуществили 18 выпусков.
Подобные курсы были открыты на всех флотах для подготовки офицерского состава, в которые с фронта набирались на обучение как командиры взводов в лейтенантских званиях, так и командиры отделений морской пехоты в звании старшин с боевым опытом. К примеру, Курсы офицерского состава Северного флота подготовили 1451 офицера, в число которых входит 60 командиров батальонов и 109 командиров рот морской пехоты. Курсы Черноморского флота подготовили 785 офицеров, в числе которых 433 командира взводов морской пехоты.

### Послевоенный период. 1945—1956
Ещё до окончания боевых действий, в марте 1944 года Народный комиссар ВМФ СССР адмирал флота Кузнецов Н. Г. поднял вопрос о необходимости создания военного училища морской пехоты, которое должно было готовить командиров взводов морской пехоты по трёхгодичной программе обучения.
Осенью 1945 года в г. Выборг Ленинградской области было открыто Училище морской пехоты. В связи с тем, что в январе 1947 года адмирал флота Кузнецов был отстранён от командования по указанию Иосифа Сталина из-за конфликта взглядов на дальнейшее развитие ВМФ, некоторые его инициативы по развитию флота попали под отмену. В результате, 1 апреля 1947 года Выборгское училище морской пехоты было расформировано.
Летом 1951 года адмирал Кузнецов был утверждён на пост военно-морского министра. В результате его повторной инициативы к августу того же года Выборгское училище морской пехоты было создано во второй раз. Училище готовило командиров взводов по двум специальностям: стрелково-пулемётного и артиллерийско-миномётного профиля.
В связи с упразднением морской пехоты, 15 ноября 1956 года Выборгское училище морской пехоты было расформировано, а все курсанты распределены по другим военным училищам.

### 1963—1991
В связи с повторным созданием морской пехоты, руководством ВС СССР был поднят вопрос о подготовке младших офицерских кадров для нового рода войск.
В отличие от периода Великой Отечественной войны, подготовка лейтенантов для морской пехоты была отдана не военно-морским училищам, а училищам, подготавливающим кадры для сухопутных войск.
В виду относительной малочисленности частей и соединений морской пехоты, для подготовки основной офицерской военно-учётной специальности в морской пехоте (командир взвода морской пехоты), в 1966 году в составе Дальневосточного высшего общевойскового командного училища был создан факультет морской пехоты (единственный на все училища данного типа), дислоцированного в г. Благовещенск Амурской области. Один взвод в составе каждой курсантской роты этого училища являлся взводом морской пехоты. Первый выпуск лейтенантов для морской пехоты был осуществлён в 1968 году.
Командиры танковых взводов также готовились в Благовещенске — в Благовещенском высшем танковом командном училище.
Для подготовки командиров огневых взводов артиллерийских подразделений морской пехоты, был открыт факультет морской пехоты в Коломенском артиллерийском училище.
В 1989 году в Ленинградском высшем общевойсковом командном училище был создан факультет морской пехоты, который готовил командиров взводов морской пехоты.

## Морская пехота в советском кинематографе
- Морской характер (1970);
- Про Витю, про Машу и морскую пехоту (1973);
- Ответный ход (1981);
- Одиночное плавание (1985).

## Морская пехота в советской литературе
- Малая земля (1978) — автор Леонид Ильич Брежнев